# مارک اوانز (کارگردان)
مارک اوانز (انگلیسی: Marc Evans؛ زادهٔ ۱۹۶۳ میلادی) کارگردان فیلم و تلویزیون ولزی است. وی از سال ۱۹۸۷ میلادی تاکنون مشغول فعالیت بوده‌است.
او دانش‌آموختهٔ رشتهٔ تاریخ هنر در دانشگاه کمبریج و رشتهٔ فیلم‌سازی در دانشگاه بریستول است.
از فیلم‌هایی که وی در آن‌ها نقش داشته‌است، می‌توان به چشم کوچک من، تروما، پاتاگونیا، بسیار عالی و بلیس اشاره نمود.